# Ellen Price
Ellen Price, Ellen Price de Plane, wł. Ellen Juliette Collin Price de Plane (ur. 21 czerwca 1878 w Snekkersten, zm. 4 marca 1968 w gminie Brøndby) – duńska tancerka baletowa i aktorka; znana m.in. z tego, że jej głowa była modelem dla głowy posągu Małej Syrenki w Kopenhadze.

## Życiorys

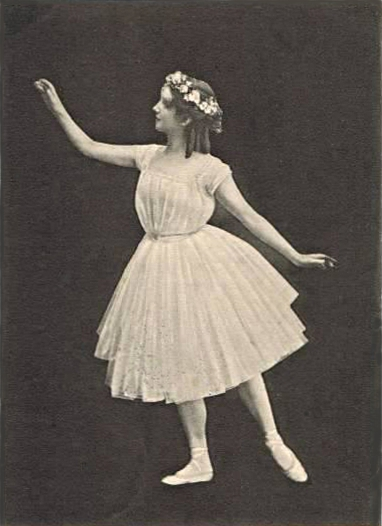
Ellen Price jako Sylfida (ok. 1903)

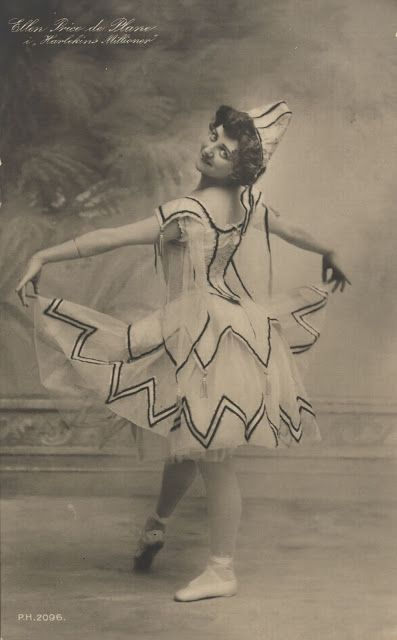
Ellen Price w balecie Harlekino Millioner (przed 1913)

### Pochodzenie
Pochodziła ze znanej duńskiej rodziny artystów: jej ojciec Andreas Nicolai Carl Price (1839–1909) i matka Helga Collin (1841–1918) byli tancerzami baletu w Duńskim Teatrze Królewskim. Natomiast kuzynka ojca, Juliette (1831–1906), była duńską primabaleriną, a wielu innych krewnych Price aktorami i muzykami.

### Kariera w balecie
W latach 1889–1895 Ellen Price uczyła się w szkole Królewskiego Duńskiego Baletu (najpierw u wuja Waldemara Price’a, a później u legendarnego choreografa Hansa Becka), po czym dołączyła do teatru Królewskiego Duńskiego Baletu. Zadebiutowała 28 maja 1895 w pas de trois w balecie Okno (La Ventana), duńskiego kompozytora Hansa Christiana Lumbye’a w choreografii baletmistrza Augusta Bournonville’a. Często także partnerowała Gustavowi Uhlendorffowi w repertuarze Bournonville’a.
W 1903 została primabaleriną Królewskiego Duńskiego Baletu. Tańczyła role w takich baletach jak Sylfida, Kopciuszek i Mała Syrenka.

### Pierwsza balerina zarejestrowana kamerą filmową
Była pierwszą baleriną na świecie, której występ został (w 1903) zarejestrowany kamerą filmową, w krótkim, trwającym około minuty filmie, nakręconym przez Petera Elfeta, duńskiego fotografa i pioniera filmu dokumentalnego. Zatańczyła w nim fragment baletu Sylfida, według pochodzącej z 1836 wersji Bournonville’a.
Swój występ powtórzyła także w jego nieco dłuższym filmie z 1906.

### Mała Syrenka

Głowa Małej Syrenki

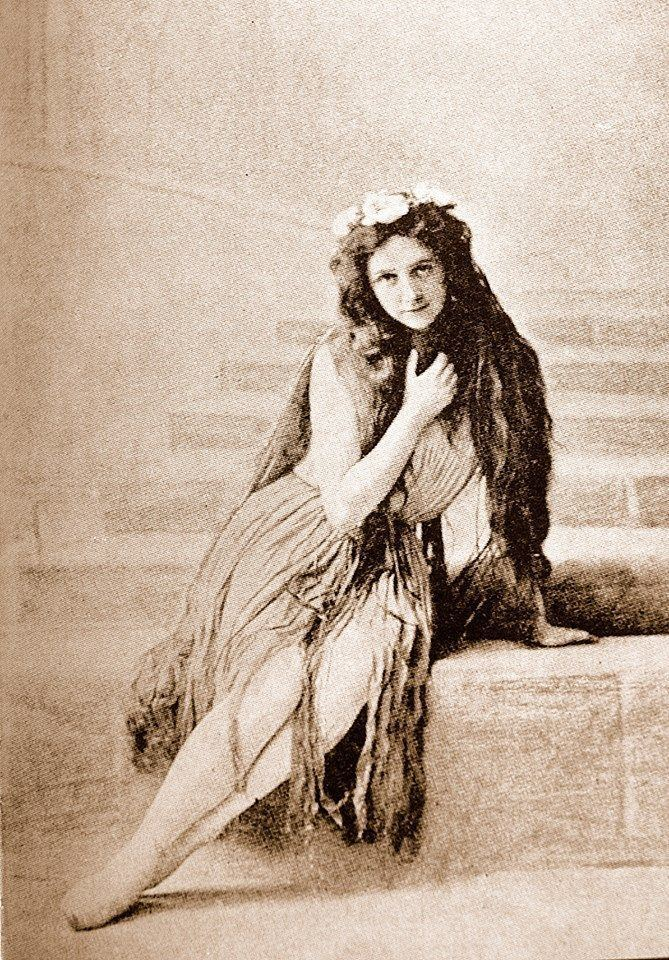
Ellen Price jako Mała Syrenka, Duński Balet Królewski (1909)

Mała Syrenka – najbardziej znane dzieło Edvarda Eriksena, do którego pozowały Ellen Price i Eline Eriksen

Price pozowała do twarzy posągu Małej Syrenki znajdującego się w Kopenhadze w Danii.
Rzeźba została zamówiona i ufundowana w 1909 przez syna założyciela browaru Carlsberg, Carla Jacobsena, którego zafascynowała historia przedstawiona w balecie Mała Syrenka, według baśni autorstwa Hansa Christiana Andersena do muzyki Fini Henriquesa, w choreografii Hansa Becka (1861–1952), wystawianym w Teatrze Królewskim w Kopenhadze w 1909.
Odtwórczynią głównej roli w tym balecie była właśnie Ellen Price. Rola Małej Syrenki przyniosła jej dość nieoczekiwaną sławę. Jacobsen poprosił ją o to, aby pozowała do pomnika poświęconego głównej bohaterce utworu. Balerina wstępnie zgodziła się na tę propozycję, ale odmówiła pozowania nago, gdy dowiedziała się, że rzeźba będzie umieszczona w miejscu publicznym.
Pomnik wykonał duński rzeźbiarz Edvard Eriksen. Głowa posągu oddaje rysy Price, natomiast do reszty ciała Małej Syrenki pozowała żona artysty, Eline.
Monument odsłonięto dnia 23 sierpnia 1913 na promenadzie nabrzeża Langeline w Kopenhadze. Posąg Małej Syrenki stał się szybko nie tylko jednym z najbardziej znanych symboli Kopenhagi, ale także symbolem Danii.

### Dalsze koleje życia
Price grała także w dwóch niemych filmach (Den farlige Leg z 1911 i Paa Dødens Tærskel z 1913).
Tańczyła w Królewskim Duńskim Balecie do 1913, kiedy to wskutek problemów z sercem zmuszona została porzucić scenę baletową. Później pracowała jako aktorka dramatyczna w teatrze w mieście Aarhus.
Zmarła 4 marca 1968 w gminie Brøndby i została pochowana w małym miasteczku Gudhjem na duńskiej wyspie Bornholm, w południowo-zachodniej części Morza Bałtyckiego.

## Galeria

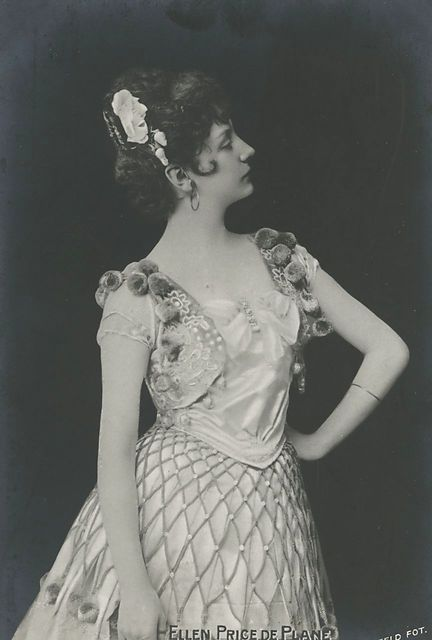
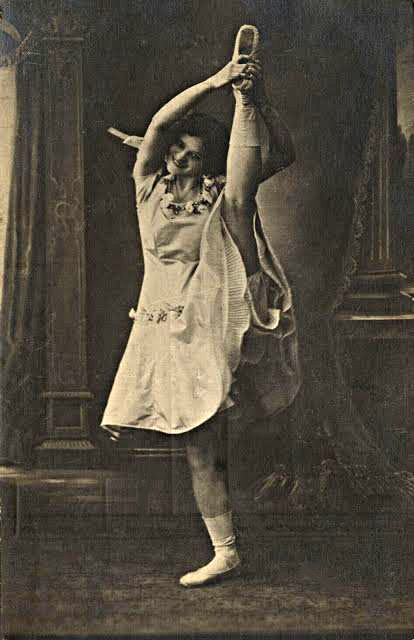
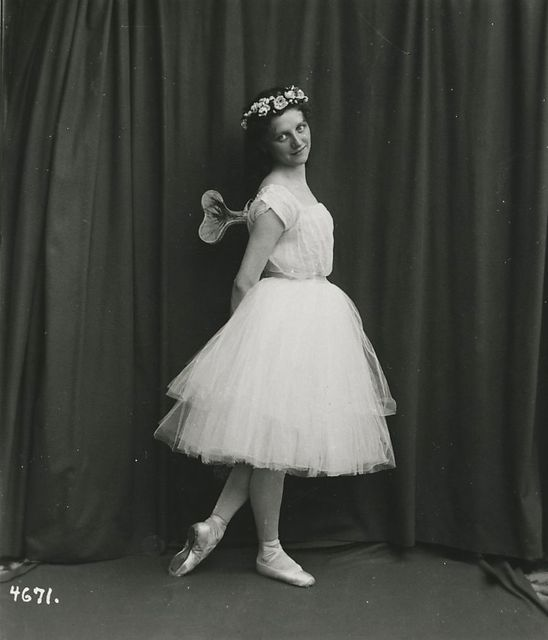
1903
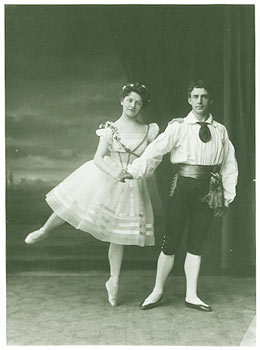
1906
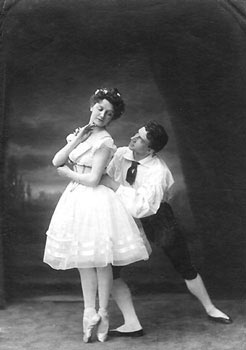
1906
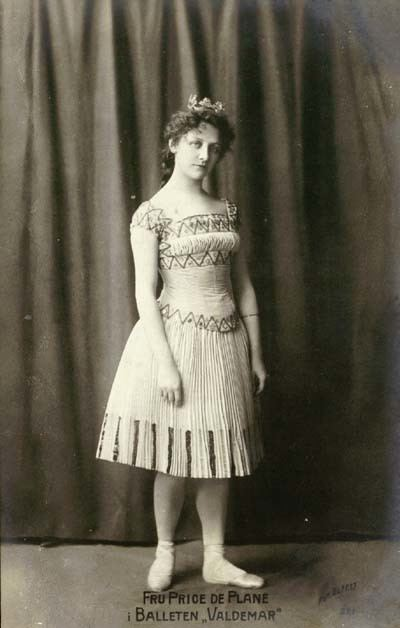
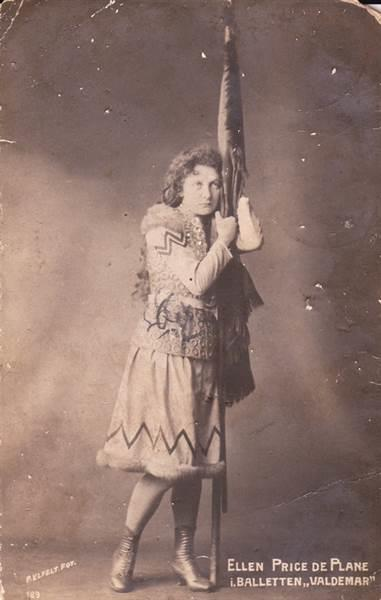
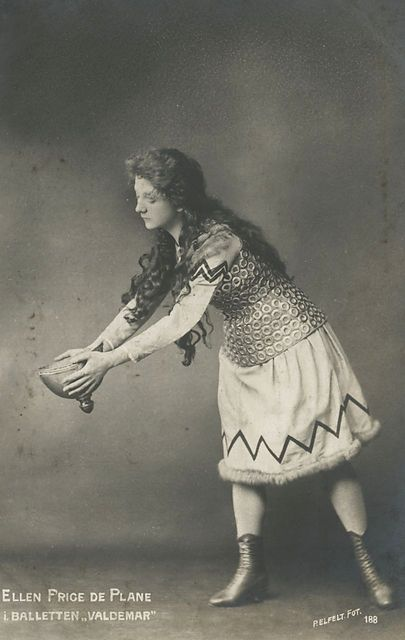
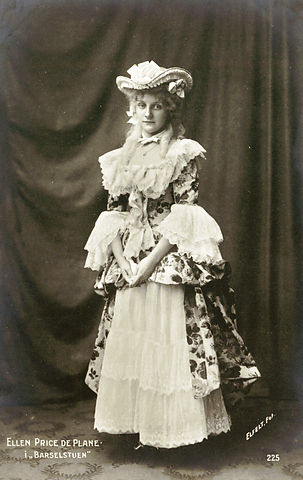